# Kagetsu Tohya
Kagetsu Tohya (歌月十夜 Kagetsu tōya?,  "Tio nätter under kvädenas måne") är ett datorspel i genren visuell roman. Spelet utvecklades av dōjin-gruppen Type-Moon och släpptes i augusti 2001. Det är en uppföljare till deras tidigare spel Tsukihime.

## Handling
Kagetsu Tohya består av huvudberättelsen kallad “Twilight Grass Moon, Fairy Tale Princess" men har även ett antal förgreningar. Det finns också ett antal kortare sidoberättelser som låses upp efter att relaterade händelser i huvudberättelsen har lösts.